# Chartreuse de Mombracco
La chartreuse Saint-Sauveur de Mombracco, parfois francisé en Monbrac, est un ancien monastère de moniales chartreuses, situé à 950 m d'altitude, sur les pentes du Monte Bracco (it) entre Barge et Envie, province de Coni, en Italie, connue aujourd'hui sous le nom de couvent de la Trappa.

## Histoire
En 1253, un prêtre nommé Taurino, ou Torino, construit sur le Mont Bracco une église dédiée au Saint-Sauveur, et probablement une maison modeste pour la maison de l'aumônier, église donnée à l'abbaye bénédictine de Sainte-Croix de Châteauroux-les-Alpes, au diocèse d’Embrun. Entre les années 1257 et 1274, Sinibaldo Fieschi di Bagnaria, Sinibaudus de Bagnaria, un proche de Thomas II de Piémont, construit  une deuxième église sur le Mont Bracco dédiée à la Sainte Vierge, dépendant également de l'abbaye de Sainte-Croix.
Le 2 novembre 1274, Sinibaldo di Bagnaria, révoque la donation faite par lui, de l'église Notre-Dame de Mombracco, à l'abbaye bénédictine de Sainte-Croix et confère la possession pleine et entière à Donna Giacoma, prieure du monastère de Belmonte di Busca, dépendant de la chartreuse de Buonluogo.
Les bénédictins de Sainte-Croix de Châteauroux, renoncent aux deux églises qu’ils possèdent à Mombracco.
Sinibaldo di Bagnaria transfère trois cents lires déposés au trésor de l'Abbaye de Staffarda, destinés à l'achat de bâtiments pour le service de l'église qu'il a ainsi fondée et paye une centaine de lires supplémentaires pour la prieure et lui remet les clés de l'église. Frère Giacomo et frère Bruno, convers au service des chartreuses de Belmonte, négocient et conviennent avec plusieurs propriétaires, de l'achat de terrains dans les bois, les prairies et les maisons situées sur les territoires de Barge et Macello. 
En 1277, il y a un différend entre les religieuses de Belmonte et l'abbaye cistercienne de Staffarda pour la possession des églises. 
En 1282, les seigneurs de Barge font un don substantiel, à Pietro Torre, recteur des églises de Saint-Sauveur et Notre-Dame pour l'ordre des chartreux. Les religieuses de Belmonte installent en 1282 une petite communauté de douze religieuses mais elle se disperse avec le passage de Buonluogo à l’obédience cistercienne. Les deux églises sont soumises d'abord à l'abbaye de Staffarda puis à celle de Casanova, également cistercienne. En 1304, une sentence arbitrale soumet les deux églises de San Salvatore et Santa Maria à la juridiction spirituelle et temporelle de Staffarda. 
En 1325, le marquis Georges de Saluces, après avoir acheté le domaine, l’offre à nouveau aux chartreux, qui s’y établissent. 
Au XIVe siècle, divers membres de la famille de Saluces s'y retirent et y sont enterrés, laissant des biens à la chartreuse. En 1416, le marquis Thomas III de Saluces ordonne qu'il y ait trois églises sur le Mombracco (San Salvatore, Santa Croce, Santa Maria).
C'est toujours une maison extrêmement pauvre. Il y a un projet d’union à chartreuse de Montebenedetto en 1594. La guerre de Succession de Mantoue et la peste la ruinent en 1630. En 1642, les biens sont attribués à la chartreuse de Turin.
En 1794, Victor-Amédée III achète quelques bâtiments à la chartreuse de Turin pour les donner aux trappistes. Un petit groupe de frères trappistes français, qui ont échappé à la Révolution, arrive à Mombracco, doù le nom de "Trappa".
Le 16 août 1802, la suppression des ordres religieux et des congrégations est décrétée par le gouvernement de la République française. À partir du 31 août 1802, la procédure d'abolition effective des instituts religieux commence et à partir de décembre 1802, la vie monastique est terminée, les 5 derniers frères trappistes restants sont forcés d'abandonner Mombracco. Le monastère est vendu à des particuliers et adapté aux habitations paysannes.

## Léonard de Vinci
« Mombracco, au-dessus de Saluces. A un mile au-dessus de la chartreuse, au pied du Mont Viso, il y a une mine de pierre pavée, blanche comme du marbre de Carrare, sans macule, c'est-à-dire de la dureté du porphyre et dont mon maître sculpteur Benedetto s'est fait un devoir de me donner une table pour les couleurs »
— Leonard de Vinci, 2 janvier 1511.